# Großer Preis von Singapur 2023
Der Große Preis von Singapur 2023 (offiziell Formula 1 Singapore Airlines Singapore Grand Prix 2023) fand am 17. September auf dem Marina Bay Street Circuit in Singapur statt und war das 15. Rennen der Formel-1-Weltmeisterschaft 2023.

## Bericht

### Hintergründe
Nach dem Großen Preis von Italien führte Max Verstappen in der Fahrerwertung mit 145 Punkten vor Sergio Pérez und mit 194 Punkten vor Fernando Alonso. In der Konstrukteurswertung führte Red Bull Racing mit 310 Punkten vor Mercedes und mit 355 Punkten vor Ferrari.
Pirelli stellte den Fahrern die Reifenmischungen C3 Hard (weiß), C4 Medium (gelb) und C5 Soft (rot) sowie Cinturato Intermediates (grün) und Cinturato Full-Wets (blau) für nasse Bedingungen zur Verfügung.
Für die Formel-1-Weltmeisterschaft 2023 wurde das Streckenlayout aufgrund von Arbeiten am Stadtbild zwischen dem zweiten und dem dritten Sektor geändert. Der Abschnitt zwischen Kurve 16 und Kurve 19 entfiel, wodurch sich die Rundenlänge um circa 137 Meter verringerte. Die geplante Rundenzahl wurde von 61 auf 62 erhöht, um die vom Reglement vorgeschriebenen 305 Kilometer zu erreichen.
Williams trat bei diesem sowie bei den folgenden Grand Prix mit einer Sonderlackierung in den Farben von Sponsor Gulf Oil an. Das Lackierungsdesign wurde zuvor in einer Abstimmung von Fans ausgewählt. Dazu trat McLaren bei diesem sowie dem folgenden Grand Prix mit einer Sonderlackierung namens „Stealth-Mode“ in Zusammenarbeit mit seinem Partner OKX an.
Liam Lawson vertrat, wie bei den beiden Grands Prix zuvor, den verletzten Daniel Ricciardo bei AlphaTauri.
Lance Stroll (sieben), Pierre Gasly (fünf), George Russell, Lewis Hamilton (jeweils vier), Nico Hülkenberg, Yuki Tsunoda (jeweils drei), Verstappen, Pérez, Carlos Sainz jr., Lando Norris, Alonso, Zhou Guanyu, Logan Sargeant (jeweils zwei), Charles Leclerc und Alexander Albon (jeweils einer) gingen mit Strafpunkten ins Wochenende.
Pérez bestritt seinen 250. Grand Prix.
Mit Hamilton (viermal), Alonso (zweimal) und Pérez (einmal) traten drei ehemalige Sieger zu diesem Grand Prix an.
Als Rennkommissare für dieses Rennwochenende fungierten Garry Connelly (AUS), Matteo Perini (ITA), Vitantonio Liuzzi (ITA) und Paul Ng (SGP).

### Training
Beim ersten freien Training wurde Leclerc mit einer Zeit von 1:33,350 Minuten Schnellster vor Sainz jr. und Verstappen.
Im zweiten freien Training fuhr Sainz jr. mit 1:32,120 Minuten die schnellste Zeit vor Leclerc und Russell.
Im dritten Training war erneut Sainz jr. mit einer Zeit von 1:32,065 Minuten Schnellster vor Russell und Norris.

### Qualifying
Das Qualifying bestand aus drei Teilen mit einer Nettolaufzeit von 45 Minuten. Im ersten Qualifying-Segment (Q1) hatten die Fahrer 18 Minuten Zeit, um sich für das Rennen zu qualifizieren. Alle Fahrer, die im ersten Abschnitt eine Zeit erzielten, die maximal 107 Prozent der schnellsten Rundenzeit betrug, qualifizierten sich für den Grand Prix. Die besten 15 Fahrer erreichten den nächsten Qualifikationsabschnitt. Tsunoda war Schnellster. Beide Alfa-Romeo-Piloten, Oscar Piastri, Sargeant und Stroll, der auf seiner letzten fliegenden Runde kurz vor der Start-Ziel-Geraden verunfallte, schieden aus.
Der zweite Abschnitt (Q2) dauerte 15 Minuten. Die schnellsten zehn Piloten qualifizierten sich für den dritten Teil des Qualifyings. Sainz jr. war Schnellster. Tsunoda, Gasly, Albon und beide Red Bull-Piloten schieden aus. Es war das erste Mal seit dem Großen Preis von Russland 2018, dass beide Red Bull-Piloten nicht den dritten Qualifikationsabschnitt erreichten.
Der letzte Abschnitt (Q3) ging über eine Zeit von zwölf Minuten, in denen die ersten zehn Startpositionen vergeben wurden. Sainz jr. erzielte mit einer Zeit von 1:30,984 Minuten die Bestzeit vor Russell und Leclerc. Es war das erste Mal, dass Sainz jr. zwei Poles in Folge gelangen.

### Rennen
Vor dem Rennen wurde bekanntgegeben, dass Stroll aufgrund seines heftigen Unfalls im Qualifying nicht am Rennen teilnehmen wird. Zhou startet aus der Boxengasse, da er seinen Motor unter Parc-fermé-Regelung austauschte.
Leclerc startete auf den Soft-Reifen, die beiden Red Bull-Fahrer und Bottas auf den Harten, alle anderen auf den Mediums.
Russell erwischte einen schlechten Start, sodass Leclerc direkt an ihm vorbeizog und eine Doppelführung für Ferrari ermöglichte. Dahinter überholte Hamilton Norris und Russell unerlaubter Weise, in dem er abseits der Strecke in Kurve eins an beiden vorbeifuhr. Aufgrund des regelwidrigen Überholens ließ Hamilton nach Anordnung der Stewards die beiden im Anschluss wieder vorbei und reihte sich wieder auf Platz 5 ein. Dahinter konnte Verstappen zwei Plätze gut machen. Noch in der 1. Runde kollidierten Pérez und Tsunoda. Tsunoda musste daraufhin seinen Wagen abstellen, Pérez fuhr mit einem beschädigten Frontflügel weiter. Nach den ersten acht Runden war das Feld noch immer sehr eng zusammen, die Abstände beliefen sich auf einer und zwei Sekunden zwischen den jeweiligen Fahrern.
In der 19. Runde crashte Sargeant in Kurve 8 und beschädigte sich seinen Frontflügel. Der Williams-Pilot rettete sich an die Box, verteilte allerdings Carbonteile auf der Strecke, sodass die Rennleitung in der 20. Runde das Safety-Car raus schickte. Die ersten Sechs: Sainz jr., Leclerc, Russell, Norris, Hamilton und Alonso gingen direkt zu ihrem Stopp an die Box und wechselte auf die harte Mischung. Bei Leclerc dauerte der Stopp aufgrund des vielen Verkehrs zu lange, sodass Russell und Norris an ihm vorbeikamen. Die Reihenfolge lautete nun Sainz jr., Verstappen, Russell, Pérez und Norris. Verstappen und Pérez waren noch auf den Startreifen unterwegs und stoppten nicht.
Am Ende der 22. Runde endete die Safety-Car-Phase und beim Restart blieben die Positionen zunächst unverändert, lediglich Hamilton konnte an Leclerc vorbeiziehen, da dieser sich in Kurve 7 verbremste und seine Geschwindigkeit reduzieren musste. Alonso erhielt währenddessen eine Fünf-Sekunden-Zeitstrafe. Der Routinier verpasste die Boxeneinfahrt und fuhr über den weißen Strich wieder an die Box.
In der 25. Runde konnten dann nacheinander Norris, Hamilton und Leclerc Verstappen überholen. Die ersten Fünf konnten sich in der Folge dann vom Rest des Feldes absetzen und blieben selbst nah beieinander.
Im Mittelfeld kam es zu diversen Zwei- und Dreikämpfen, Überholmanöver blieben allerdings weitestgehend aufgrund der Streckencharakteristik aus. In Runde 40 waren dann die Reifen von Pérez am Ende, innerhalb einer Runde wurde er von Esteban Ocon, Alonso und Gasly überholt und ging zu seinem Stopp an die Box. Verstappen folgte eine Runde später und kam als 15. zurück auf die Strecke.
In der 43. Runde musste dann Ocon auf Platz 6 liegend aufgeben und seinen Alpine mit einem Getriebeschaden an der Boxenausfahrt abstellen. Er verursachte so ein virtuelles Safety-Car, welches die beiden Mercedes-Piloten zu ihrem zweiten Stopp nutzten und auf frische Mediums wechselten. Die beiden kamen auf Platz 4 und 5 zurück auf die Strecke. Auch Alonso ging an die Box und saß seine Fünf-Sekunden-Zeitstrafe ab. Da es Probleme mit dem Wagenheber gab, dauerte der Stopp insgesamt über 25 Sekunden, Alonso kam als Letzter auf die Strecke zurück.
Die beiden Mercedes jagten nun den Ferrari von Leclerc und fuhren teilweise 2 Sekunden schneller als der Rest des Feldes. In der 53. Runde konnte Russell dann Leclerc überholen, ehe kurz darauf Hamilton folgte. Dahinter war Verstappen mittlerweile bis auf Platz 8 vorgefahren und lag nun in den Punkten.
Russell und Hamilton holten dann in großen Schritten auf das Führungsduo Sainz jr. und Norris auf. Auf den letzten Runden kam es zu einem Vierkampf um den Sieg. Sainz jr. gab Norris absichtlich DRS, damit dieser die beiden Mercedes hinter sich halten konnte. In der letzten Runde crashte dann Russell, sodass Sainz jr. das Rennen gewann und die beiden Briten Norris und Hamilton das Podium komplettierten. Für Sainz jr. war es der zweite Sieg in der Formel-1-Weltmeisterschaft, der erste Sieg der Saison für Ferrari und der erste Saisonsieg für ein anderes Team als Red Bull. Die restlichen Punkteplatzierungen gingen an Leclerc, Verstappen, Gasly, Piastri, Pérez, Lawson und Kevin Magnussen.
Verstappen stand zum ersten Mal in der Saison nicht auf dem Podium, außerdem stand zum ersten Mal seit dem Großen Preis von São Paulo 2022 kein Red Bull-Pilot auf dem Podium. Lawson erzielte die ersten Punkte seiner Formel-1-Karriere sowie die ersten Punkte für einen neuseeländischen Fahrer seit Brendon Hartley beim Großen Preis der USA 2018. Hamilton erzielte die schnellste Rennrunde und erhielt dafür einen zusätzlichen Punkt.
In der Fahrerwertung führt weiter Verstappen vor Pérez, Hamilton war nun Dritter. In der Konstrukteurswertung blieben die ersten drei Positionen unverändert.

## Meldeliste
| Team                                  | Nr. | Fahrer           | Chassis                           | Motor                             | Reifen |
| ------------------------------------- | --- | ---------------- | --------------------------------- | --------------------------------- | ------ |
| Oracle Red Bull Racing                | 01  | Max Verstappen   | Red Bull Racing RB19              | Honda RBPTH001                    | P      |
| Oracle Red Bull Racing                | 11  | Sergio Pérez     | Red Bull Racing RB19              | Honda RBPTH001                    | P      |
| Scuderia Ferrari                      | 16  | Charles Leclerc  | Ferrari SF-23                     | Ferrari 066/10                    | P      |
| Scuderia Ferrari                      | 55  | Carlos Sainz jr. | Ferrari SF-23                     | Ferrari 066/10                    | P      |
| Mercedes-AMG Petronas F1 Team         | 63  | George Russell   | Mercedes-AMG F1 W14 E Performance | Mercedes-AMG F1 M14 E Performance | P      |
| Mercedes-AMG Petronas F1 Team         | 44  | Lewis Hamilton   | Mercedes-AMG F1 W14 E Performance | Mercedes-AMG F1 M14 E Performance | P      |
| BWT Alpine F1 Team                    | 31  | Esteban Ocon     | Alpine A523                       | Renault E-Tech RE23               | P      |
| BWT Alpine F1 Team                    | 10  | Pierre Gasly     | Alpine A523                       | Renault E-Tech RE23               | P      |
| McLaren F1 Team                       | 81  | Oscar Piastri    | McLaren MCL60                     | Mercedes-AMG F1 M14 E Performance | P      |
| McLaren F1 Team                       | 04  | Lando Norris     | McLaren MCL60                     | Mercedes-AMG F1 M14 E Performance | P      |
| Alfa Romeo F1 Team Stake              | 77  | Valtteri Bottas  | Alfa Romeo C43                    | Ferrari 066/10                    | P      |
| Alfa Romeo F1 Team Stake              | 24  | Zhou Guanyu      | Alfa Romeo C43                    | Ferrari 066/10                    | P      |
| Aston Martin Aramco Cognizant F1 Team | 18  | Lance Stroll     | Aston Martin AMR23                | Mercedes-AMG F1 M14 E Performance | P      |
| Aston Martin Aramco Cognizant F1 Team | 14  | Fernando Alonso  | Aston Martin AMR23                | Mercedes-AMG F1 M14 E Performance | P      |
| MoneyGram Haas F1 Team                | 20  | Kevin Magnussen  | Haas VF-23                        | Ferrari 066/10                    | P      |
| MoneyGram Haas F1 Team                | 27  | Nico Hülkenberg  | Haas VF-23                        | Ferrari 066/10                    | P      |
| Scuderia AlphaTauri                   | 40  | Liam Lawson      | AlphaTauri AT04                   | Honda RBPTH001                    | P      |
| Scuderia AlphaTauri                   | 22  | Yuki Tsunoda     | AlphaTauri AT04                   | Honda RBPTH001                    | P      |
| Williams Racing                       | 23  | Alexander Albon  | Williams FW45                     | Mercedes-AMG F1 M14 E Performance | P      |
| Williams Racing                       | 02  | Logan Sargeant   | Williams FW45                     | Mercedes-AMG F1 M14 E Performance | P      |

## Klassifikationen

### Qualifying
| Pos.                                                                      | Fahrer           | Konstrukteur                 | Q1       | Q2         | Q3       | Start |
| ------------------------------------------------------------------------- | ---------------- | ---------------------------- | -------- | ---------- | -------- | ----- |
| 01                                                                        | Carlos Sainz jr. | Ferrari                      | 1:32,339 | 1:31,439   | 1:30,984 | 01    |
| 02                                                                        | George Russell   | Mercedes                     | 1:32,331 | 1:31,743   | 1:31,056 | 02    |
| 03                                                                        | Charles Leclerc  | Ferrari                      | 1:32,406 | 1:32,012   | 1:31,063 | 03    |
| 04                                                                        | Lando Norris     | McLaren-Mercedes             | 1:32,483 | 1:31,951   | 1:31,270 | 04    |
| 05                                                                        | Lewis Hamilton   | Mercedes                     | 1:32,651 | 1:32,019   | 1:31,485 | 05    |
| 06                                                                        | Kevin Magnussen  | Haas-Ferrari                 | 1:32,242 | 1:31,892   | 1:31,575 | 06    |
| 07                                                                        | Fernando Alonso  | Aston Martin Aramco-Mercedes | 1:32,584 | 1:31,835   | 1:31,615 | 07    |
| 08                                                                        | Esteban Ocon     | Alpine-Renault               | 1:32,369 | 1:32,089   | 1:31,673 | 08    |
| 09                                                                        | Nico Hülkenberg  | Haas-Ferrari                 | 1:32,100 | 1:31,994   | 1:31,808 | 09    |
| 10                                                                        | Liam Lawson      | AlphaTauri-Honda RBPT        | 1:32,215 | 1:32,166   | 1:32,268 | 10    |
| 11                                                                        | Max Verstappen   | Red Bull Racing-Honda RBPT   | 1:32,398 | 1:32,173   | –        | 11    |
| 12                                                                        | Pierre Gasly     | Alpine-Renault               | 1:32,452 | 1:32,274   | –        | 12    |
| 13                                                                        | Sergio Pérez     | Red Bull Racing-Honda RBPT   | 1:32,099 | 1:32,310   | –        | 13    |
| 14                                                                        | Alexander Albon  | Williams-Mercedes            | 1:32,668 | 1:33,719   | –        | 14    |
| 15                                                                        | Yuki Tsunoda     | AlphaTauri-Honda RBPT        | 1:31,991 | keine Zeit | –        | 15    |
| 16                                                                        | Valtteri Bottas  | Alfa Romeo-Ferrari           | 1:32,809 | –          | –        | 16    |
| 17                                                                        | Oscar Piastri    | McLaren-Mercedes             | 1:32,902 | –          | –        | 17    |
| 18                                                                        | Logan Sargeant   | Williams-Mercedes            | 1:33,252 | –          | –        | 18    |
| 19                                                                        | Zhou Guanyu      | Alfa Romeo-Ferrari           | 1:33,258 | –          | –        | Box   |
| 20                                                                        | Lance Stroll     | Aston Martin Aramco-Mercedes | 1:33,397 | –          | –        | 20    |
| 107-Prozent-Zeit: 1:38,430 min (bezogen auf Q1-Bestzeit von 1:31,991 min) |                  |                              |          |            |          |       |

Anmerkungen
1. ↑  Zhou musste aus der Boxengasse starten, da an seinem Auto während Parc fermé gearbeitet wurde.

### Rennen
| Pos.                                                                | Fahrer           | Konstrukteur                 | Runden | Stopps | Zeit        | Start | Schnellste Runde |
| ------------------------------------------------------------------- | ---------------- | ---------------------------- | ------ | ------ | ----------- | ----- | ---------------- |
| 01                                                                  | Carlos Sainz jr. | Ferrari                      | 62     | 1      | 1:46:37,418 | 01    | 1:37,666 (47.)   |
| 02                                                                  | Lando Norris     | McLaren-Mercedes             | 62     | 1      | + 0,812     | 04    | 1:38,046 (46.)   |
| 03                                                                  | Lewis Hamilton   | Mercedes                     | 62     | 2      | + 1,269     | 05    | 1:35,867 (47.)   |
| 04                                                                  | Charles Leclerc  | Ferrari                      | 62     | 1      | + 21,177    | 03    | 1:38,275 (46.)   |
| 05                                                                  | Max Verstappen   | Red Bull Racing-Honda RBPT   | 62     | 1      | + 21,441    | 11    | 1:36,575 (61.)   |
| 06                                                                  | Pierre Gasly     | Alpine-Renault               | 62     | 1      | + 38,441    | 12    | 1:38,277 (46.)   |
| 07                                                                  | Oscar Piastri    | McLaren-Mercedes             | 62     | 1      | + 41,479    | 17    | 1:38,492 (46.)   |
| 08                                                                  | Sergio Pérez     | Red Bull Racing-Honda RBPT   | 62     | 1      | + 54,534    | 13    | 1:37,108 (61.)   |
| 09                                                                  | Liam Lawson      | AlphaTauri-Honda RBPT        | 62     | 1      | + 1:05,918  | 10    | 1:39,028 (47.)   |
| 10                                                                  | Kevin Magnussen  | Haas-Ferrari                 | 62     | 1      | + 1:12,116  | 06    | 1:38,107 (48.)   |
| 11                                                                  | Alexander Albon  | Williams-Mercedes            | 62     | 1      | + 1:13,417  | 14    | 1:37,342 (46.)   |
| 12                                                                  | Zhou Guanyu      | Alfa Romeo-Ferrari           | 62     | 2      | + 1:23,649  | Box   | 1:39,316 (46.)   |
| 13                                                                  | Nico Hülkenberg  | Haas-Ferrari                 | 62     | 1      | + 1:26,201  | 09    | 1:39,923 (50.)   |
| 14                                                                  | Logan Sargeant   | Williams-Mercedes            | 62     | 1      | + 1:26,889  | 18    | 1:38,531 (45.)   |
| 15                                                                  | Fernando Alonso  | Aston Martin Aramco-Mercedes | 62     | 2      | + 1:27,603  | 07    | 1:36,456 (47.)   |
| 16                                                                  | George Russell   | Mercedes                     | 61     | 2      | DNF         | 02    | 1:36,273 (46.)   |
| –                                                                   | Valtteri Bottas  | Alfa Romeo-Ferrari           | 52     | 2      | DNF         | 16    | 1:38,075 (51.)   |
| –                                                                   | Esteban Ocon     | Alpine-Renault               | 42     | 1      | DNF         | 08    | 1:39,930 (33.)   |
| –                                                                   | Yuki Tsunoda     | AlphaTauri-Honda RBPT        | 0      | 0      | DNF         | 15    | –                |
| DNS                                                                 | Lance Stroll     | Aston Martin Aramco-Mercedes | –      | –      | –           | 20    | –                |
| Fahrer des Tages: Carlos Sainz jr. (21,2 % der abgegebenen Stimmen) |                  |                              |        |        |             |       |                  |

Anmerkungen
1. ↑  Stroll konnte aufgrund eines schweren Unfalls im Qualifying nicht am Rennen teilnehmen.

## WM-Stände nach dem Rennen
Die ersten zehn des Rennens bekamen 25, 18, 15, 12, 10, 8, 6, 4, 2 bzw. 1 Punkt(e). Zusätzlich wurde ein Punkt für die schnellste Rennrunde vergeben, da der betreffende Fahrer unter den ersten Zehn ins Ziel kam.

### Fahrerwertung
| Pos. | Fahrer           | Konstrukteur                 | Punkte |
| ---- | ---------------- | ---------------------------- | ------ |
| 01   | Max Verstappen   | Red Bull Racing-Honda RBPT   | 374    |
| 02   | Sergio Pérez     | Red Bull Racing-Honda RBPT   | 223    |
| 03   | Lewis Hamilton   | Mercedes                     | 180    |
| 04   | Fernando Alonso  | Aston Martin Aramco-Mercedes | 170    |
| 05   | Carlos Sainz jr. | Ferrari                      | 142    |
| 06   | Charles Leclerc  | Ferrari                      | 123    |
| 07   | George Russell   | Mercedes                     | 109    |
| 08   | Lando Norris     | McLaren-Mercedes             | 97     |
| 09   | Lance Stroll     | Aston Martin Aramco-Mercedes | 47     |
| 10   | Pierre Gasly     | Alpine-Renault               | 45     |
| 11   | Oscar Piastri    | McLaren-Mercedes             | 42     |

| Pos. | Fahrer           | Konstrukteur          | Punkte |
| ---- | ---------------- | --------------------- | ------ |
| 12   | Esteban Ocon     | Alpine-Renault        | 36     |
| 13   | Alexander Albon  | Williams-Mercedes     | 21     |
| 14   | Nico Hülkenberg  | Haas-Ferrari          | 9      |
| 15   | Valtteri Bottas  | Alfa Romeo-Ferrari    | 6      |
| 16   | Zhou Guanyu      | Alfa Romeo-Ferrari    | 4      |
| 17   | Yuki Tsunoda     | AlphaTauri-Honda RBPT | 3      |
| 18   | Kevin Magnussen  | Haas-Ferrari          | 3      |
| 19   | Liam Lawson      | AlphaTauri-Honda RBPT | 2      |
| 20   | Logan Sargeant   | Williams-Mercedes     | 0      |
| 21   | Nyck de Vries    | AlphaTauri-Honda RBPT | 0      |
| 22   | Daniel Ricciardo | AlphaTauri-Honda RBPT | 0      |

### Konstrukteurswertung
| Pos. | Konstrukteur                 | Punkte |
| ---- | ---------------------------- | ------ |
| 01   | Red Bull Racing-Honda RBPT   | 597    |
| 02   | Mercedes                     | 289    |
| 03   | Ferrari                      | 265    |
| 04   | Aston Martin Aramco-Mercedes | 217    |
| 05   | McLaren-Mercedes             | 139    |

| Pos. | Konstrukteur          | Punkte |
| ---- | --------------------- | ------ |
| 06   | Alpine-Renault        | 81     |
| 07   | Williams-Mercedes     | 21     |
| 08   | Haas-Ferrari          | 12     |
| 09   | Alfa Romeo-Ferrari    | 10     |
| 10   | AlphaTauri-Honda RBPT | 5      |